# Friedrich von Sachsen-Altenburg (1599–1625)

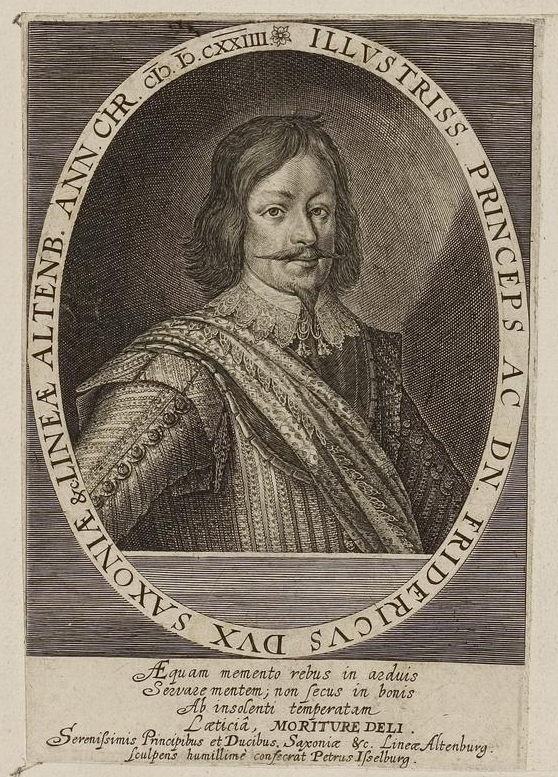
Friedrich von Sachsen-Altenburg

Friedrich von Sachsen-Altenburg (* 12. Februar 1599 in Torgau; † 24. Oktober 1625 in Seelze), aus dem Haus der ernestinischen Wettiner war Herzog von Sachsen-Altenburg und Herzog von Jülich-Kleve-Berg. Friedrich wird zur Unterscheidung von dem gleichnamigen Prinzen von Sachsen-Weimar auch der Jüngere genannt.

## Leben
Friedrich war der dritte Sohn des Herzogs Friedrich Wilhelm I. von Sachsen-Weimar (1562–1602) aus dessen zweiter Ehe mit Anna Maria (1575–1643), Tochter des Herzogs Philipp Ludwig von Pfalz-Neuburg.
Nach dem Tod seines Vaters erbte Friedrich gemeinsam mit seinen Brüdern Johann Philipp, Johann Wilhelm und Friedrich Wilhelm das Herzogtum Sachsen-Altenburg. Die Vormundschaft über die Prinzen führten der Kurfürst von Sachsen und deren Onkel Johann; nach dessen Tod 1605 ersterer allein.
Nach dem Jülich-Klevischen Erbfolgestreit waren die Brüder mit Jülich, Kleve und Berg belehnt worden, waren jedoch lediglich nominell Herzöge und führten das Wappen. 1612 gingen die Brüder zur weiteren Ausbildung an die Universität Leipzig. Gemeinsam mit seinem Bruder Johann Philipp nahm er am Fürstentag von Naumburg 1614 teil, wo die Erbverbrüderung zwischen Brandenburg, Hessen und Sachsen stattfand.
Im Jahr 1618 wurde der älteste Bruder Johann Philipp mündig und regierte selbstständig. Die Brüder überließen dem Ältesten gegen die Zusicherung eines Leibgedinges zunächst zeitlich begrenzt, in einem späteren Vertrag 1624 schließlich dauernd die Regierung. Friedrich begab sich in die Dienste des sächsischen Kurfürsten und kämpfte im Dreißigjährigen Krieg in der Lausitz und in Böhmen. Im Jahr 1622 erhielt er ein eigenes Truppencorps, dass sich aber wegen ausbleibender Soldzahlungen zerstreute. Friedrich trat daraufhin als Reiteroberst in die Dienste des Christian von Braunschweig-Wolfenbüttel. In der Schlacht bei Stadtlohn geriet er gemeinsam mit Wilhelm von Sachsen-Weimar in die Gefangenschaft Tillys, der die Fürsten an den Kaiser auslieferte. Friedrich wurde gefangen gesetzt, aber nach Intervention des sächsischen Kurfürsten 1624 wieder freigelassen.
Im Jahr 1625 trat Friedrich als Reiteroberst in dänische Dienste. Mit seinem Regiment bildete er in Seelze den dänischen Vorposten, wo er von Tilly überfallen wurde und bereits verwundet durch einen Kopfschuss starb. Während dieses Scharmützels fiel auch Hans Michael Elias von Obentraut. Friedrichs Leichnam wurde zunächst in Hannover bestattet und später in die Brüderkirche in Altenburg verbracht. Er starb unverheiratet und ohne Erben.